# Capaci
Capaci – miejscowość i gmina we Włoszech, w regionie Sycylia, w prowincji Palermo.
W maju 1992 roku dokonano tutaj zamachu na sędziego Giovanni Falcone. 
Według danych na rok 2004 gminę zamieszkiwało 10 129 osób, 1688,2 os./km².
Urodził tu się dyplomata papieski abp Salvatore Siino.